# Fenestraja sinusmexicanus
Fenestraja sinusmexicanus és una espècie de peix de la família dels raids i de l'ordre dels raïformes.

## Morfologia
- Els mascles poden assolir 37,5 cm de longitud total.[5][6]

## Reproducció
És ovípar i les femelles ponen càpsules d'ous, les quals presenten com unes banyes a la closca.

## Hàbitat
És un peix marí, de clima subtropical i demersal que viu fins als 311 m de fondària.

## Distribució geogràfica
Es troba a l'oceà Atlàntic occidental central: el Golf de Mèxic.

## Observacions
És inofensiu per als humans.